# Consulat général de France à Pondichéry
Le consulat général de France à Pondichéry est une représentation consulaire de la République française en Inde. Il est situé Rue de la Marine (Marine Street) à Pondichéry, dans le Territoire de Pondichéry et dispose d'une antenne à Madras, capitale de l'État du Tamil Nadu (« Bureau de France à Chennai »).
Le Consulat est le relais des administrations françaises auprès des ressortissants français qui peuvent rester en contact avec l’administration française et exercer leurs principaux droits : État civil, délivrance de cartes d’identité et de passeports, organisation des scrutins nationaux...
Le Consulat a un rôle de protection consulaire des citoyens français expatriés ou de passage : aide sociale et bourses scolaires, secours aux ressortissants Français de passage en difficultés, assistance aux Français incarcérés...
Le Consulat a un rôle général d’information et d’animation de la communauté française.
C’est aussi au Consulat qu’il revient de délivrer des visas aux Indiens résidant dans la circonscription consulaire, lorsqu’ils projettent de faire un séjour en France, ou aux ressortissants d’autres nationalités pour lesquels un visa d’entrée sur notre territoire est exigé.